# Семаковцы (Матеевецкая сельская община)
Семако́вцы (укр. Семаківці) — село в Матеевецкой сельской общине Коломыйского района Ивано-Франковской области Украины.
Население по переписи 2001 года составляло 992 человека. Занимает площадь 7,79 км². Почтовый индекс — 78291. Телефонный код — 03433.